# Parashiinoa mackayi
Parashiinoa mackayi is een eenoogkreeftjessoort uit de familie van de Shiinoidae. De wetenschappelijke naam van de soort is voor het eerst geldig gepubliceerd in 1986 door West.